# Ponavljaj
Ponavljáj ( ″ ) ali ( -"- ) je grafično znamenje, ki označuje ponovljeno besedo iz prejšnje vrstice, ki leži tik nad ponavljajem. Sestoji iz dveh vzporednih črtic, podobnih dvema opuščajema. Ponavljaj stoji pod ponovljeno besedo, in sicer pod prvo črko dotične besede.

## Zgled rabe
Cene za kilogram zelenjave:
krompir ........ 1,25 evra
zelje ............ 0,80 "    
beluši .......... 3,25 "